# Провоторово
Провоторово — деревня в Урицком районе Орловской области России.
Входит в состав Бунинского сельского поселения.

## География
Расположена юго-восточнее деревни Тиньковские Дворы и северо-западнее деревни Юшково в урочище Провоторово на обеих берегах реки Щучка, впадающей в реку Неполодь.
В Провоторово имеется одна улица — Дружбы.

## Население
| 2010 |
| ---- |
| 4    |